# 湊村 (石川県)
湊村（みなとむら）は、石川県能美郡に存在した村。

## 地理
- 現在の白山市の西部、旧・美川町の南部で手取川南岸に位置。現在の白山市湊町に当たる。
- 西側は現在の小舞子海岸であり、日本海に面している。
- 古くからの港があったことから、漁業が行われていた。また大正時代頃まで、回船業も発展していた。

## 歴史
- 古代 - 当地は「比楽湊」と言われる。
- 中世 - 当地は「今湊」と言われる。室町時代から本吉湊とも呼ばれ三津七湊の1つ。
- 1869年（明治2年） - 石川郡本吉町及び能美郡湊村が合併して、石川郡美川町が発足する。本吉が通称で北郷と言われたのに対し、当地は南郷と言われた。
- 1871年（明治4年） - 石川郡美川町から分立して、能美郡湊村が発足する。石川郡美川町は本吉（北郷）の区域に限って存続する。
- 1889年（明治22年）4月1日 - 町村制の施行により、能美郡湊村及び吉原村の区域をもって、能美郡湊村が発足する。
- 1891年（明治24年）12月18日 - 吉原の区域が湊村から分立して、粟生村の区域の内、赤井、西任田、東任田、吉光及び三道山の区域が分立する上で、合併して、吉田村が発足する。湊村の大字は湊に限ることになる。
- 1896年（明治29年）、1934年（昭和9年） - 手取川水害の被害を受ける。
- 1903年（明治36年）6月20日 - 北陸本線に小舞子仮停車場（臨時駅）が開業。
- 1954年（昭和29年）11月3日 - 石川郡美川町、蝶屋村及び能美郡湊村が合併して、改めて石川郡美川町が発足する。湊村は石川郡美川町湊町となる。

## 交通
※当村廃止時点でのもの

### 鉄道路線
- 日本国有鉄道
  - 北陸本線 ： 小舞子仮停車場

（※1964年（昭和39年）4月10日に常設駅に昇格）

## 教育

### 小学校
- 湊村立湊小学校

## 文化施設

### 神社仏閣
- 今湊神社
- 願隆寺